# Ligne de Pusztaszabolcs à Pécs
La Ligne de Pusztaszabolcs à Pécs ou ligne 40 est une ligne de chemin de fer de Hongrie. Elle relie  Pusztaszabolcs à Pécs.